# Phidippus texanus
Phidippus texanus är en spindelart som beskrevs av Banks 1906. Phidippus texanus ingår i släktet Phidippus och familjen hoppspindlar. Inga underarter finns listade i Catalogue of Life.